# ジャンヌ・ランバン
ジャンヌ・ランバン(Jeanne Lanvin, 1867年1月1日 - 1946年7月6日）は、フランスのファッションデザイナー。服飾と香水のメーカー「ランバン」(LANVIN) 創設者。

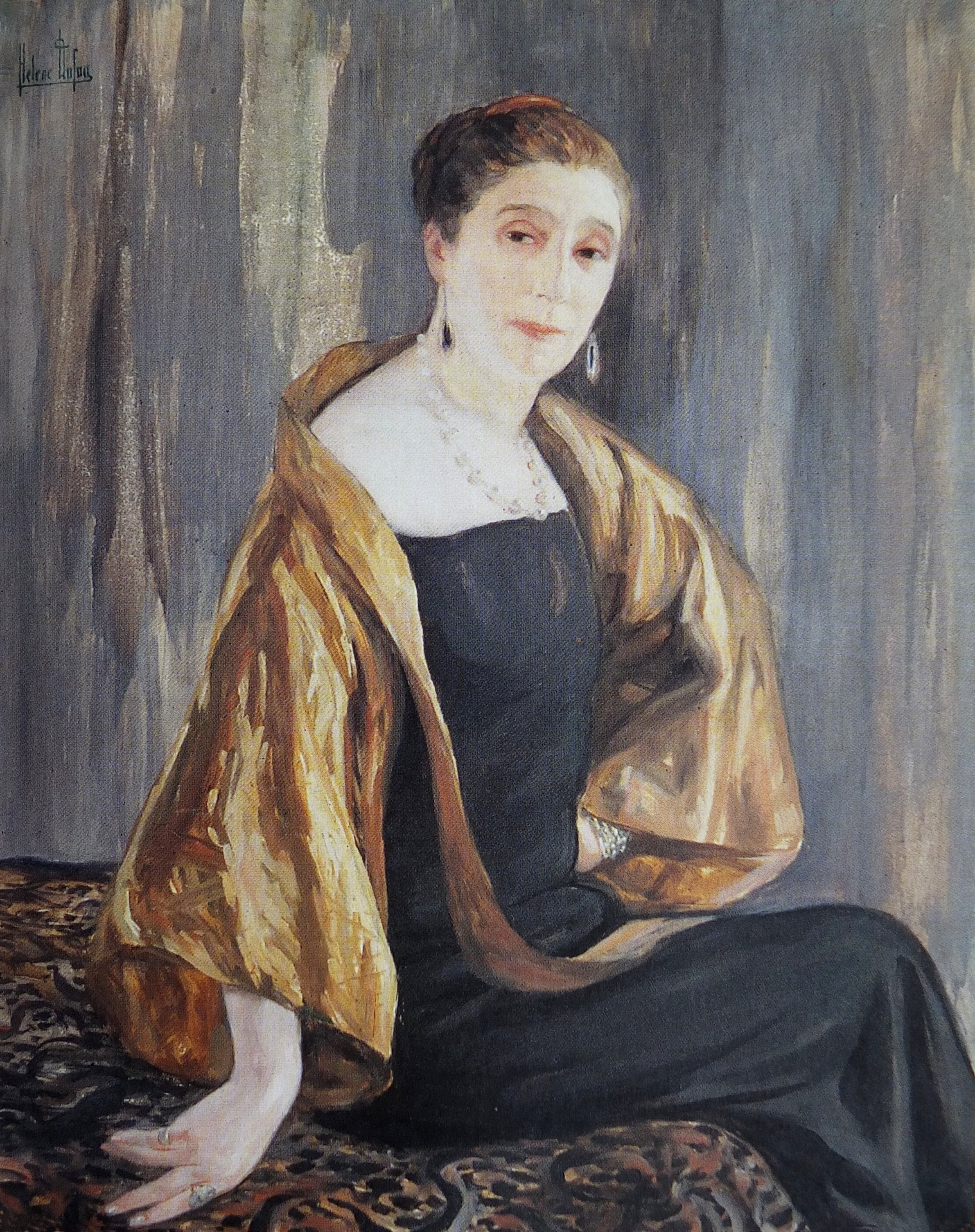
『ジャンヌ・ランバン』、1925年、
(画)クレマンティーヌ＝エレーヌ・デュフォー

## 生涯
ジャンヌ・ランバンは1867年1月1日、パリ6区マザリヌ通り35番地に、コンスタン・ランバンとソフィー・デエの間に生まれた。彼女は11人兄弟の長女で、地元のフェリックス婦人用帽子店の見習いとして16歳で働き始め、スザンヌ・タルボットのドレスメーカーで、1889年にフォーブル サントノレ通り（fr:Rue du Faubourg Saint-Honore）でランバンが有名になるまで修行を積んだ。
1895年、イタリア貴族のピエトロ伯爵（Count Emilio di Pietro）と結婚し、2年後にマルグリート（1897～1958、Marie Blancheとして知られる）が生まれた。マルグリートは後にオペラ歌手として活動しポリニャック伯爵と結婚、ジャンヌの死後に彼女の店のファッションディレクターを務めた。
ランバンは1903年にピエトロ伯爵と別れ、1907年にレ・タン（Les Temps、後のル・モンド）紙のジャーナリスト、グザヴィエ・メレ（Xavier Melet）と結婚した。グザヴィエはイギリスのマンチェスターの領事を後に務めた。
1909年、高級婦人服市場に乗り出し軌道に乗り始める。彼女が娘のために仕立てた服が注目を集め、裕福な家庭から子供のために同じ服を作ってほしいと依頼を受けた。ヨーロッパ中の顧客にフォーブル サントノレ通りの新しい店が知られることとなった。1923年ナンテールに染色工場を建て、1920年には服飾、毛皮や下着などを扱った店を開いた。しかし彼女の生涯で重要なことは、娘マルグリートがピアノの練習をしていた時、その音に触発され作った香水、1924年のランバン・パルファムSAと1927年のランバンのサインを入れたフレグランス、アルページュ（en:Arpege）の開発であった。（Arpegeはアルペッジョを参照）
ランバンは1922年にフランスのデザイナー、アルマン・アルベール・ラトゥーに彼女の住まいであり仕事場であるアパートメントの再設計を依頼した。（1985年にリビング、婦人室、バスルームはパリ装飾芸術美術館に移築された）
二人は親友になり、ラトゥーはアルページュ用に香水 La Boule の球状の小瓶をデザインし、ランバン=スポーツのマネージャーを担ってランバンを助けた。また、ラトゥーは通りの本店のデザイン管理（1920年インテリア・デザイン部門設立）も兼ねた。
デザイナー、ポール・イリブ（en:Paul Iribe、ココ・シャネルの愛人でもあった）が1907年に手掛けたアルページュの瓶にはランバン親子の肖像が刻印されている。

## 受賞
- レジオンドヌール勲章、シュバリエ、1926年
- レジオンドヌール勲章、オフィシエ、1938年